# サラ・セルパ
サラ・セルパ（本名Sara Correia Serpa Dos Santos、1979年 - ）は、ポルトガル出身の女性歌手、作曲家。
ポルトガルのリスボンに生まれる。7歳から音楽を学び始める。リスボン音楽院でピアノと声楽を学ぶ。

## 略歴
2002年、ルイス・ヴィラス＝ボアス・ジャズ学校に入学し、ジャズに初めて触れる。以来、ミシェル・ヘンドリックス、フェイ・クラーセン、グレッグ・ターディ、マット・ペンマンたちと共にマスタークラスに参加。
2005年5月、奨学金を得てバークリー音楽大学に入学し、ボストンに移住。2006年現在、ボストン在住。
ボストンで、ドミニク・イード、ハル・クルック、エド・トマッシたちに師事。2004年以降、アンドレ・マトス、ネルソン・カスカイス、ジョルジェ・レイス、ブルーノ・ペドローソ、アンドレ・ソウサ・マチャードといったポルトガルのミュージシャンたちや、デミヤン・カボ、ジェシー・チャンドラー、フェレンツ・ネーメト、エスペランザ・スポールディング、ピーター・スラヴォフ、エリック・マクファースン、アルアン・オルティス、レオ・ジェノヴェーゼ、ヴァルダン・オヴセピアンといった国際的ミュージシャンたちと協演。
リスボンのHot Clube de Portugal、ボストンのレガッタ・バー、バークリー音楽大学のデイヴィッド・フレンド・リサイタル・ホール、リスボンのCentro Cultural de Belémといった場所で公演をおこなっている。

## ディスコグラフィ
- Sara Serpa Quintet　（2005年）